# Laguna Azul (Islandia)
La Laguna Azul en (islandés: Bláa lónið) es un balneario geotermal situado al suroeste de Islandia. Se trata de una de las atracciones más visitadas del país, donde las vaporosas aguas surgen de una formación de lava. Las aguas termales son ricas en minerales como el silicio y el azufre, y bañarse en la Laguna Azul se dice que ayuda a personas que padecen de enfermedades en la piel, como la psoriasis. La temperatura del agua de baño en la zona de natación de la laguna está entre 37 y 39 °C.
La laguna se forma por el aporte de agua de la cercana planta de energía geotérmica Svartsengi. El agua sobrecalentada, que surge del terreno cerca de la corriente de lava, se usa para mover las turbinas que generan electricidad. Después de pasar por las turbinas, el vapor y el agua caliente pasan a través de un intercambiador de calor que proporciona calor para el sistema de agua caliente municipal. Luego el agua se vierte a la laguna para usos recreativos y medicinales. 
El balneario se encuentra en el campo de lava en Grindavík, en la península de Reykjanes, al suroeste de Islandia. La Laguna Azul se encuentra a unos 13 km del Aeropuerto Internacional de Keflavík y a 39 km de la capital, Reikiavik. El balneario y complejo geotermal de la Laguna Azul es claramente visible en las usuales fuentes de imágenes de satélite.
En Islandia se sigue un código estricto de higiene en instalaciones termales y se pide a los clientes que se bañen, sin ropa, en la ducha comunitaria antes y después de introducirse en la laguna.
En junio de 2007 la Laguna Azul era de color verde, sorprendiendo tanto a residentes como a turistas en Islandia.
La Laguna Azul se usó para las escenas del balneario termal en el rodaje de Hostel: Part II.

## Galería

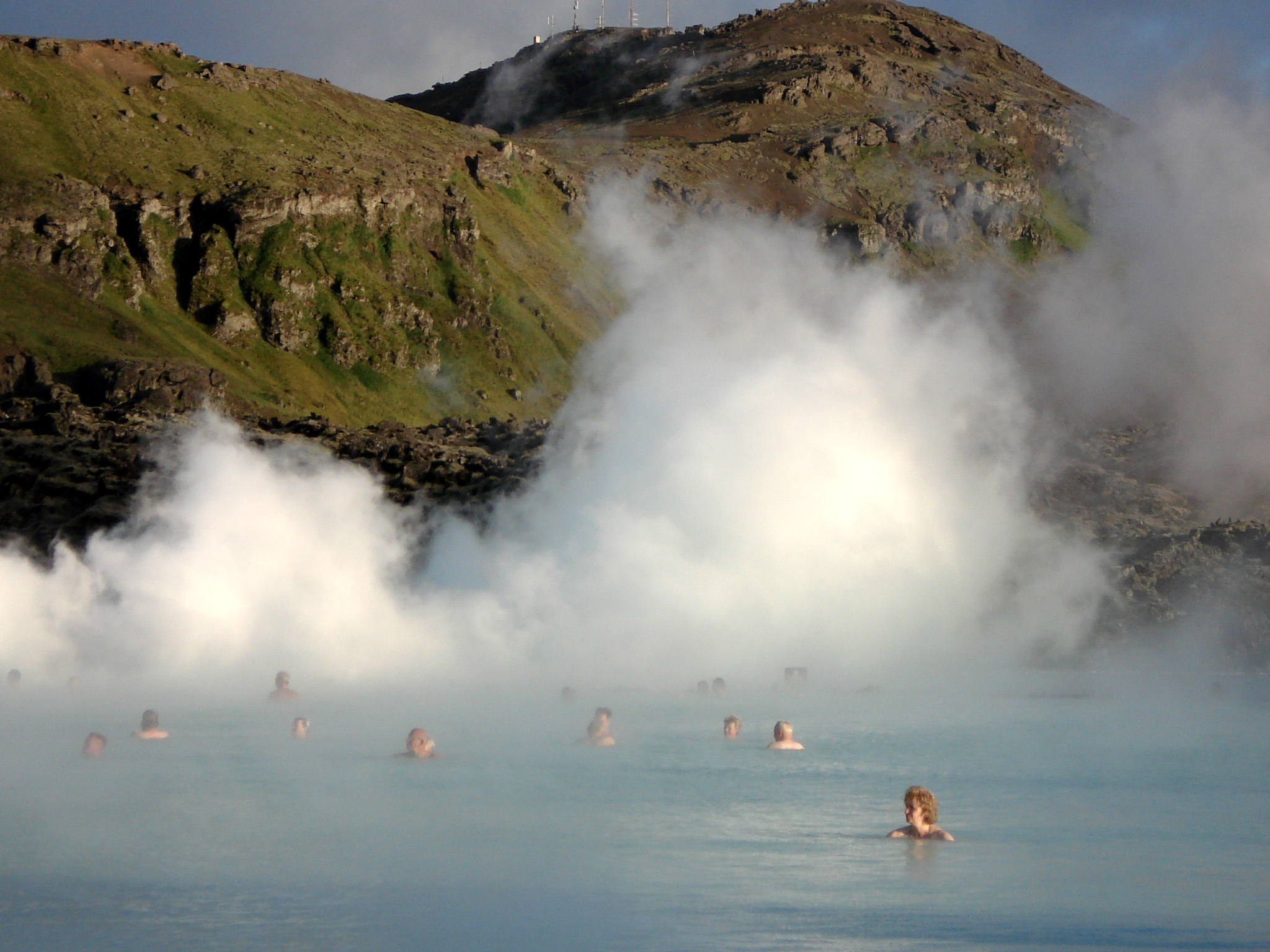
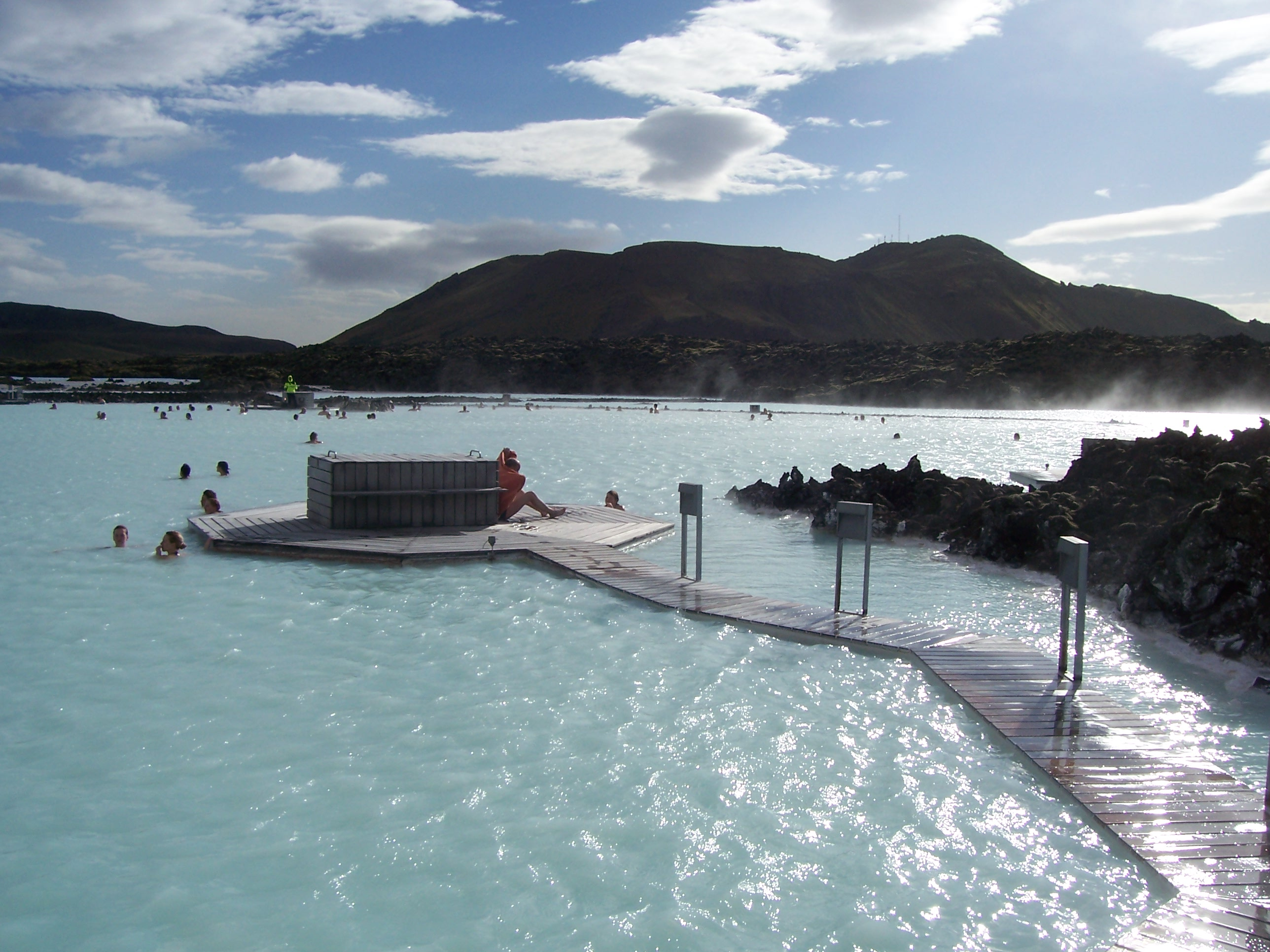
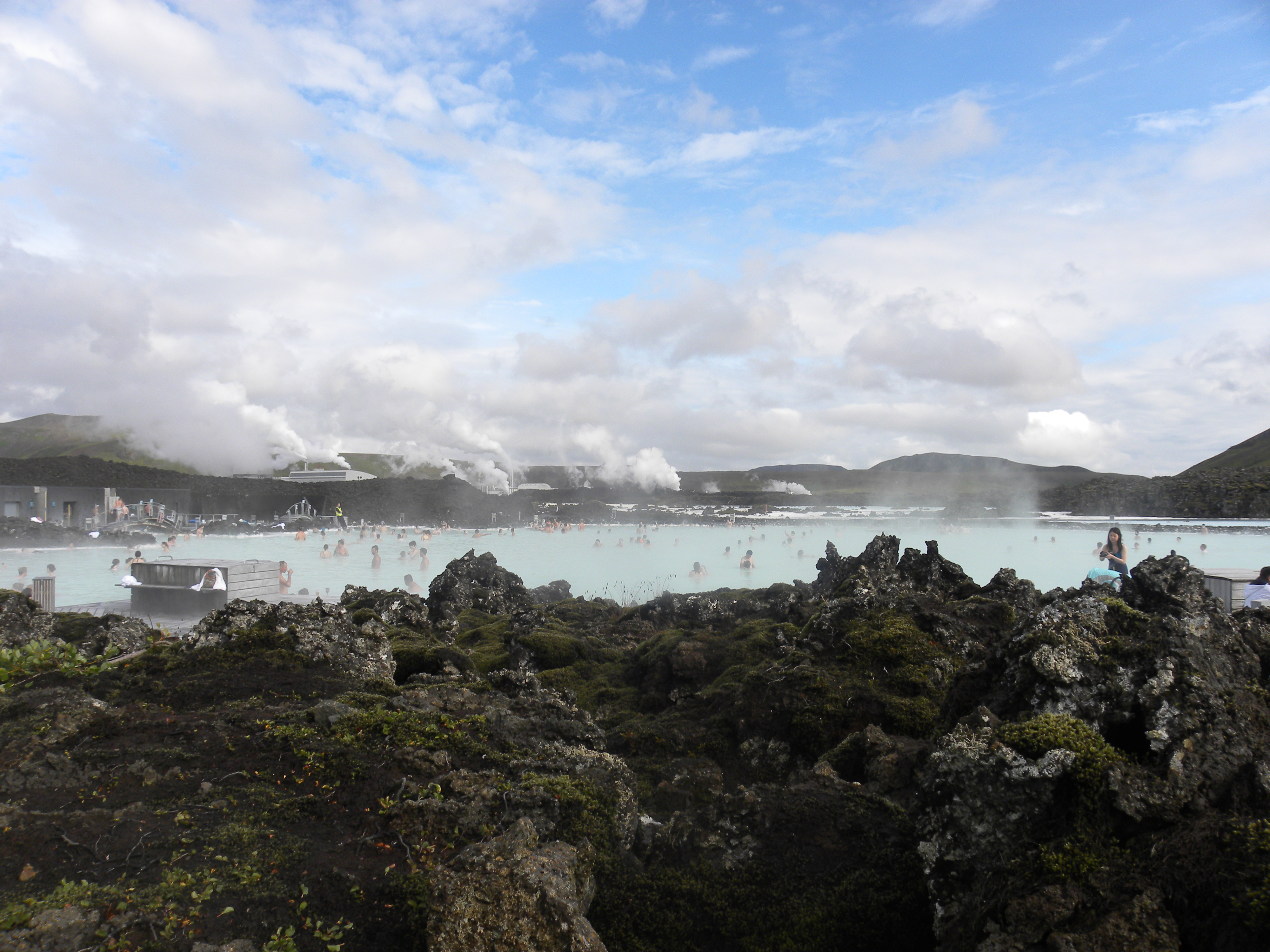
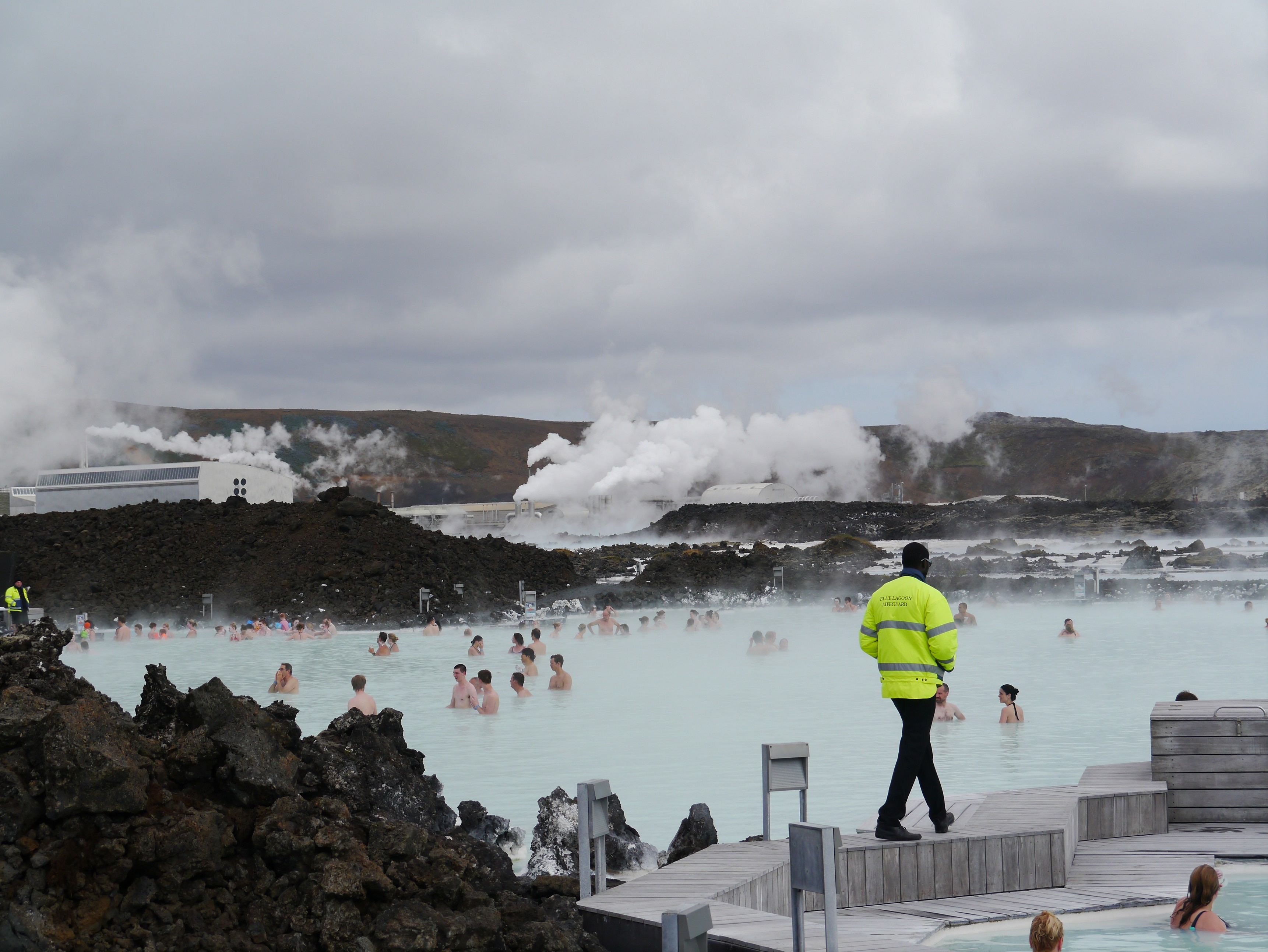
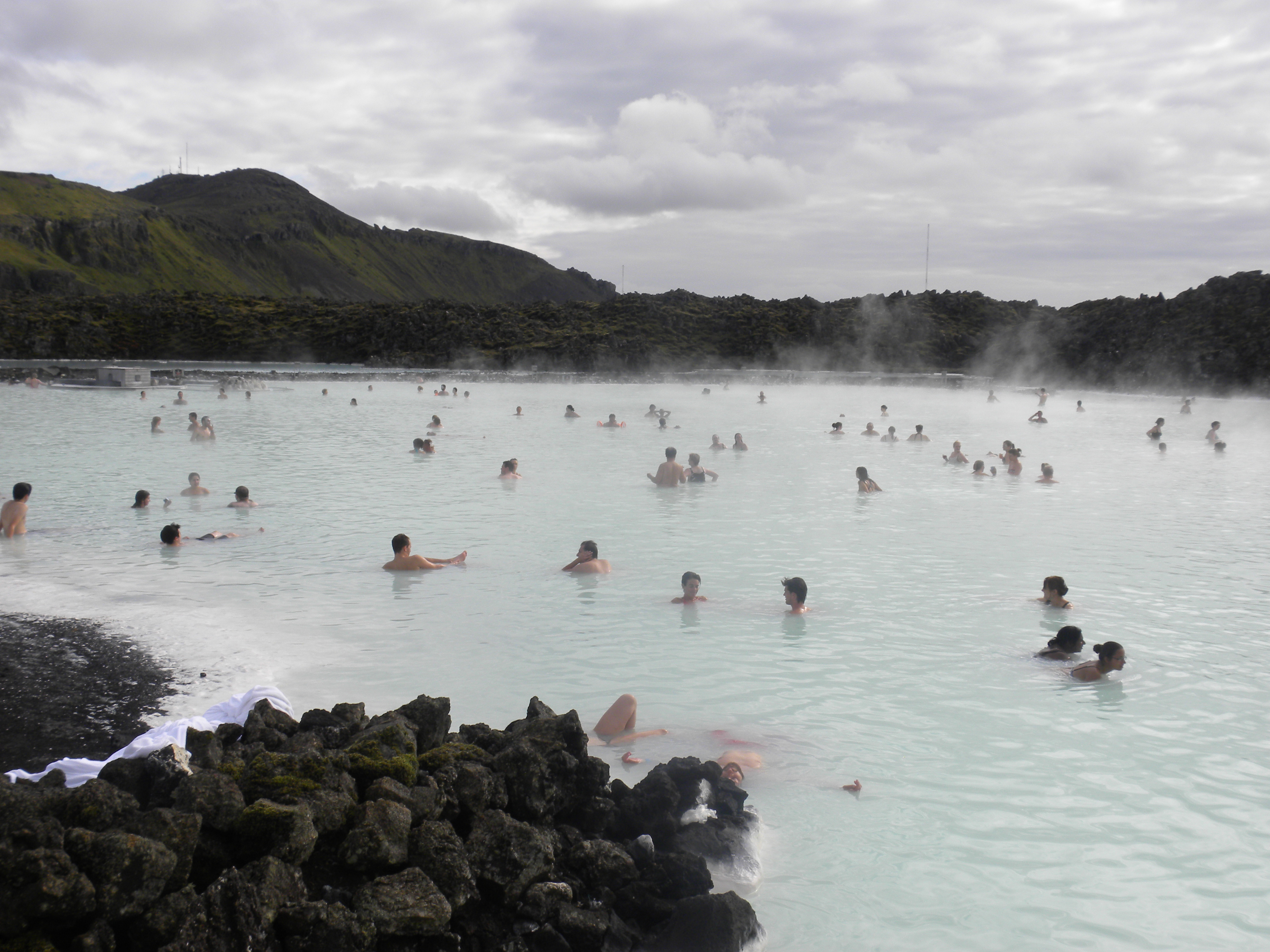

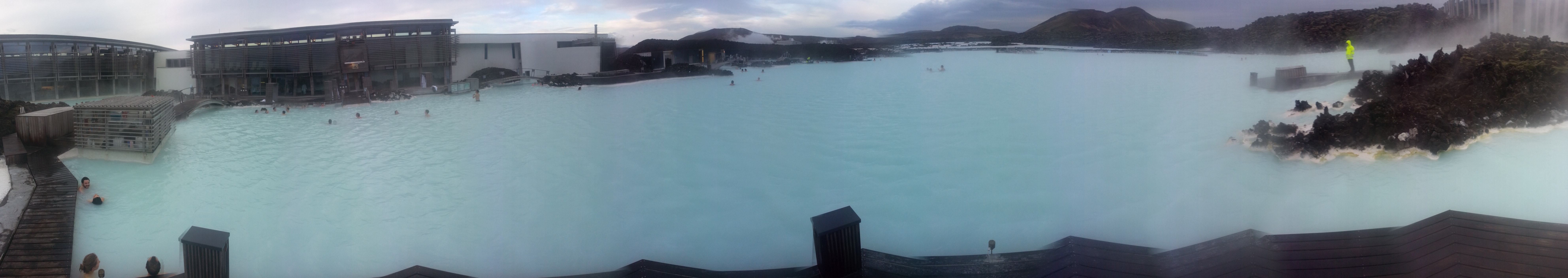
Panorámica de la laguna Azul